# كونستانتين باربو
كونستانتين باربو (بالرومانية: Constantin Barbu)‏ (16 مايو 1971 بغالاتس في رومانيا - ) هو لاعب كرة قدم روماني في مركز الوسط. شارك مع منتخب رومانيا لكرة القدم. أما مع النوادي، فقد لعب مع رابيد بوخارست وسوون سامسونغ بلووينغز ونومانسيا ونادي ميوفيني ‏ وأرغيس بيتيشت ‏.

## وصلات خارجية
- كونستانتين باربو على موقع الاتحاد الدولي (مؤرشف)  (الإنجليزية)
- كونستانتين باربو على موقع دوري كوريا الجنوبية (الإنجليزية)
- كونستانتين باربو على موقع قاعدة بيانات كرة القدم.إي يو (الإنجليزية)
- كونستانتين باربو على موقع ناشيونال فوتبول تيمز (الإنجليزية)